# Moo Deng
Moo Deng (taj. หมูเด้ง, ur. 10 lipca 2024 w Khao Kheow Open Zoo w Tajlandii) - hipopotamka karłowata z Tajlandii, która w 2024 roku stała się internetowym memem i sensacją.

## Pochodzenie
Moo Deng jest córką hipopotamka Tony'iego i hipopotamki Jonah. Ma szóstkę rodzeństwa (w tym dwójkę z którą dzieli i ojca i matkę, i czwórkę z którą dzieli tylko jedno z rodziców).

## Ciekawostki
Imię Moo Deng (taj. หมูเด้ง) oznacza Skaczącą Wieprzowinę i jest to nazwa potrawy opierającej się o klopsiki z wieprzowiny. Imię to zostało wybrane w internetowej ankiecie przez 20 000 osób.

## Zobacz także
- Hipopotamek karłowaty
- Hipopotamowate